# قرار مجلس الأمن التابع للأمم المتحدة رقم 107
قرار مجلس الأمن التابع للأمم المتحدة رقم 107، الذي اعتمد في 30 مارس 1955، بعد تقرير من رئيس هيئة الأمم المتحدة لمراقبة الهدنة في فلسطين دعا المجلس حكومتي مصر و‌إسرائيل إلى التعاون مع رئيس الأركان فيما يتعلق بمقتراحته.
اعتمد أعضاء المجلس القرار بالإجماع.